# Keralup
Keralup is een locatie in de regio Peel in West-Australië.

## Geschiedenis
Keralup is de aboriginesnaam van een waterpoel in de Serpentine. Volgens Trevor Walley, een aboriginesoudere uit Rockingham, zou de naam "plaats van de boemerang" betekenen.
In 2011 was Keralup een onbebouwde verkaveling. Er werd toen de bouw van een nieuwe wijk voorzien die voor ongeveer de helft op het grondgebied van de stad Rockingham zou komen te liggen. In 2015 werd het plan om ecologische redenen stopgezet.

## Beschrijving
Keralup maakt deel uit van de lokale bestuursgebieden (LGA) Shire of Murray, waarvan Pinjarra de hoofdplaats is, en City of Rockingham, waarvan Rockingham de hoofdplaats is.

## Ligging
Keralup ligt net ten oosten van de Kwinana Freeway, ongeveer 75 kilometer ten zuiden van de West-Australische hoofdstad Perth, 40 kilometer ten zuidoosten van Rockingham, 15 kilometer ten noordoosten van de kuststad Mandurah en 20 kilometer ten noordwesten van Pinjarra.

## Klimaat
De streek kent een warm mediterraan klimaat, Csa volgens de klimaatclassificatie van Köppen.

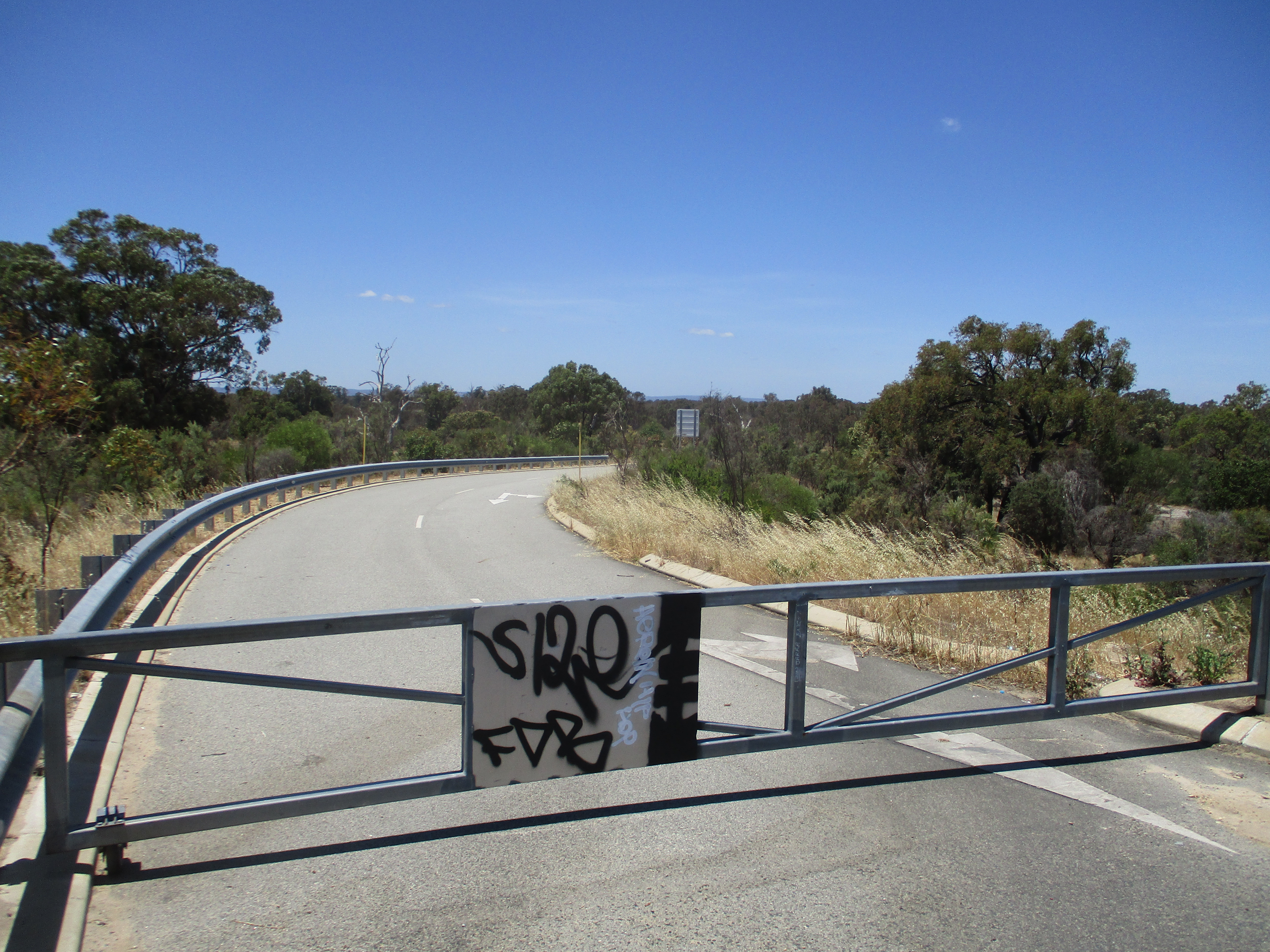
toegang tot de toen beoogde toekomstige wijk in 2019
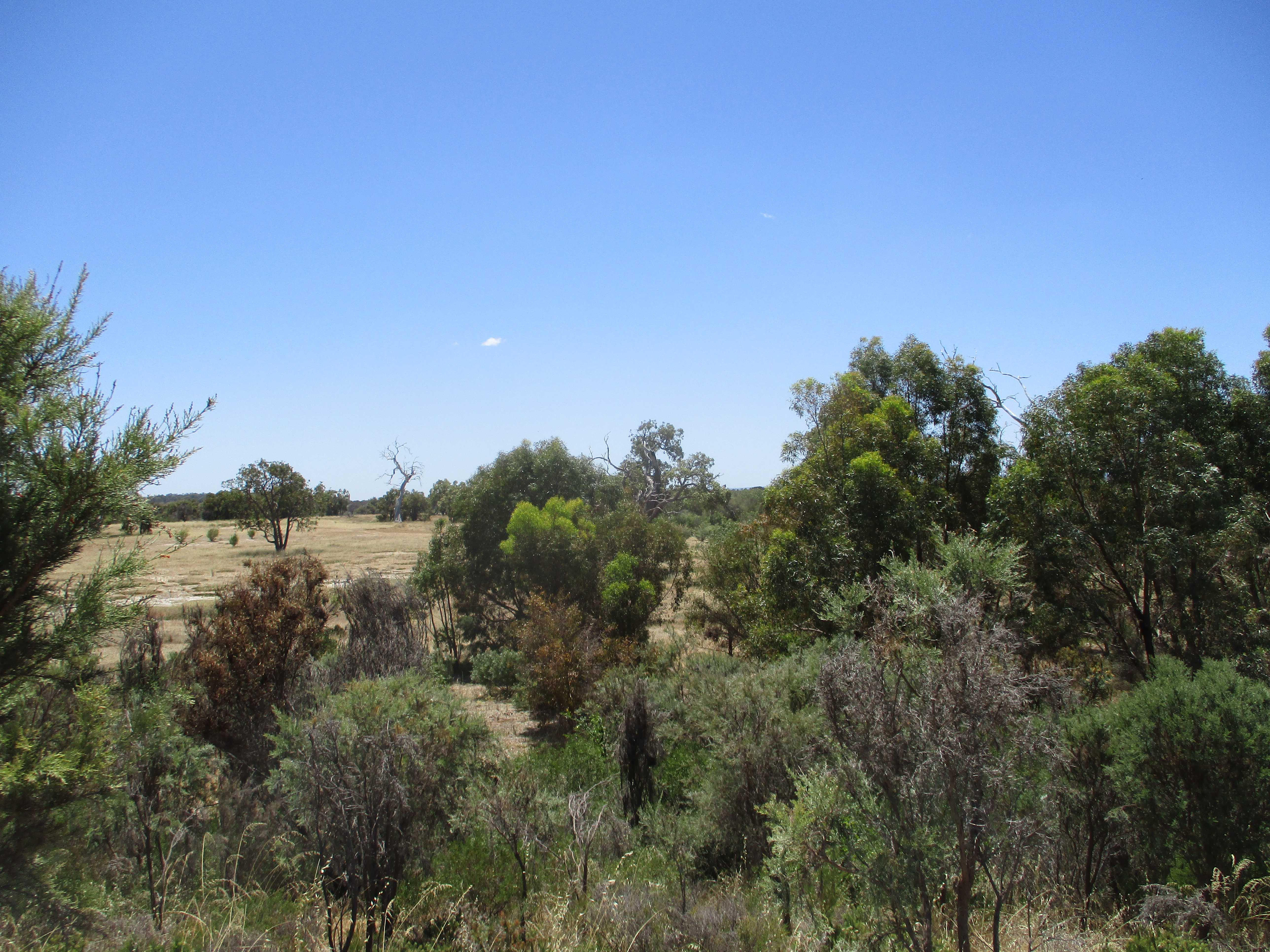
de voormalige bouwlocatie in 2019

Banksiadale · Barragup · Birchmont · Blythewood · Boddington · Bouvard · Carcoola · Chadoora · Clifton · Coodanup · Coolup · Crossman · Dawesville · Dudley Park · Dwellingup · Erskine · Etmilyn · Fairbridge · Falcon · Furnissdale · Greenfields · Halls Head · Hamel · Herron · Holyoake · Inglehope · Kooljerrenup · Lake Clifton · Lakelands · Lower Hotham · Madora Bay · Mandurah · Marradong · Marrinup · Meadow Springs · Meelon · Mount Cooke · Mount Wells · Myara · Nambeelup · Nanga Brook · Nirimba · North Dandalup · North Yunderup · Oakley · Parklands · Pinjarra · Point Grey · Preston Beach · Quindanning · Ranford · Ravenswood · San Remo · Silver Sands · Solus · South Yunderup · Stake Hill · Teesdale · Wagerup · Wannanup · Waroona · West Coolup · West Pinjarra · Whittaker · Wuraming